# 中间假糙苏
中间假糙苏（学名：Paraphlomis intermedia）为唇形科假糙苏属下的一个种。其种加词“intermedia”意为“中间的”。